# Crocmaz
Crocmaz è un comune della Moldavia situato nel distretto di Ștefan Vodă di 3.002 abitanti al censimento del 2004.